# Persone di nome Ross
| Questa pagina contiene informazioni ricavate automaticamente dalle voci biografiche con l'ausilio del template Bio e di un bot. L'aggiornamento è periodico e automatico e ricostruisce completamente la pagina. Se manca una persona in questa lista, sei pregato di non aggiungerla, ma accertati piuttosto che la sua voce biografica contenga il template Bio e che i dati anagrafici siano correttamente compilati. Se il template Bio manca, inseriscilo tu stesso o, in alternativa, metti l'avviso {{tmp\|Bio}} che ne segnala la mancanza. Se i dati riportati sono sbagliati, correggi direttamente la voce biografica; le modifiche saranno visibili in questa lista entro pochi giorni. Per chiarimenti vedi il progetto antroponimi. La lista contiene solo le 90 persone che sono citate nell'enciclopedia e per le quali è stato implementato correttamente il template Bio. Pagina aggiornata al 16 ott 2024. |

Questa è una lista di persone presenti nell'enciclopedia che hanno il prenome Ross, suddivise per attività principale.

## Allenatori di calcio(1)
- Ross Jenkins, allenatore di calcio e ex calciatore inglese (Watford, n. 1990)

## Allenatori di tennis(1)
- Ross Hutchins, allenatore di tennis e ex tennista britannico (Wimbledon, n. 1985)

## Arcieri(1)
- Ross Sutton, arciere e schermidore australiano (Guyra, n. 1938 - † 2000)

## Artisti marziali misti(1)
- Ross Pearson, artista marziale misto britannico (Sunderland, n. 1984)

## Atleti paralimpici(1)
- Ross Davis, ex atleta paralimpico statunitense

## Attori(14)
- Ross Alexander, attore statunitense (Brooklyn, n. 1907 - Los Angeles, † 1937)
- Ross Bagley, attore statunitense (Los Angeles, n. 1988)
- Ross Butler, attore singaporiano (Singapore, n. 1990)
- Ross Elliott, attore statunitense (New York, n. 1917 - Los Angeles, † 1999)
- Ross Hagen, attore, regista e doppiatore statunitense (Williams, n. 1938 - Los Angeles, † 2011)
- Ross Hill, attore statunitense (Monaco di Baviera, n. 1973 - Stockbridge, † 1990)
- Ross Kemp, attore, giornalista e scrittore britannico (Barking, n. 1964)
- Ross Lynch, attore, cantautore e musicista statunitense (Littleton, n. 1995)
- Ross Malinger, attore statunitense (Redwood City, n. 1984)
- Ross Marquand, attore statunitense (Fort Collins, n. 1981)
- Ross McCall, attore britannico (Port Glasgow, n. 1976)
- Ross O'Hennessy, attore britannico (Pontllanfraith, n. 1974)
- Ross Thomas, attore e regista statunitense (Stockton, n. 1981)
- Ross Partridge, attore, regista e sceneggiatore statunitense (Kingston, n. 1968)

## Bassisti(1)
- Ross Valory, bassista statunitense (San Francisco, n. 1949)

## Calciatori(21)
- Ross Allen, calciatore inglese (Guernsey, n. 1987)
- Ross Aloisi, ex calciatore, commentatore televisivo e allenatore di calcio australiano (Adelaide, n. 1973)
- Ross Barkley, calciatore inglese (Liverpool, n. 1993)
- Ross Callachan, calciatore scozzese (Edimburgo, n. 1993)
- Ross Stewart, calciatore scozzese (Irvine, n. 1996)
- Ross Campbell, ex calciatore scozzese (Edimburgo, n. 1987)
- Ross Chisholm, ex calciatore scozzese (Irvine, n. 1988)
- Ross Doohan, calciatore scozzese (Clydebank, n. 1998)
- Ross Draper, calciatore inglese (Wolverhampton, n. 1988)
- Ross Graham, calciatore scozzese (Blairgowrie and Rattray, n. 2001)
- Ross Laidlaw, calciatore scozzese (Livingston, n. 1992)
- Ross McCausland, calciatore nordirlandese (County Antrim, n. 2003)
- Ross McCormack, calciatore scozzese (Glasgow, n. 1986)
- Ross McCrorie, calciatore scozzese (Dailly, n. 1998)
- Ross Nicholson, ex calciatore neozelandese (Gisborne, n. 1975)
- Ross Perry, calciatore scozzese (Falkirk, n. 1990)
- Ross Redman, calciatore nordirlandese (Portadown, n. 1989)
- Ross Sykes, calciatore inglese (Burnley, n. 1999)
- Ross Tierney, calciatore irlandese (Dublino, n. 2001)
- Ross Turnbull, ex calciatore inglese (Bishop Auckland, n. 1985)
- Ross Wallace, ex calciatore scozzese (Dundee, n. 1985)

## Canottieri(1)
- Ross Collinge, ex canottiere neozelandese (Lower Hutt, n. 1944)

## Cantanti(2)
- Ross Antony, cantante, ballerino e conduttore televisivo britannico (Bridgnorth, n. 1974)
- Ross Jennings, cantante britannico (Salisbury, n. 1984)

## Cestisti(3)
- Ross Bekkering, ex cestista canadese (Taber, n. 1987)
- Ross DeRogatis, ex cestista statunitense (Arlington, n. 1983)
- Ross Schraeder, ex cestista statunitense (Denver, n. 1983)

## Chitarristi(1)
- Ross the Boss, chitarrista statunitense (New York, n. 1954)

## Criminali(1)
- Ross Ulbricht, criminale e informatico statunitense (Austin, n. 1984)

## Danzatori(1)
- Ross Stretton, ballerino e direttore artistico australiano (Canberra, n. 1952 - Melbourne, † 2005)

## Economisti(1)
- Ross McKitrick, economista canadese (n. 1965)

## Generali(1)
- Ross Lang, generale britannico (Inghilterra, † 1822)

## Giocatori di curling(1)
- Ross Whyte, giocatore di curling britannico (York, n. 1998)

## Giocatori di football americano(7)
- Ross Blacklock, giocatore di football americano statunitense (Missouri City, n. 1998)
- Ross Browner, giocatore di football americano statunitense (Warren, n. 1954 - Nashville, † 2022)
- Ross Cockrell, giocatore di football americano statunitense (Hazlet, n. 1991)
- Ross Dwelley, giocatore di football americano statunitense (Sonora, n. 1995)
- Ross Matiscik, giocatore di football americano statunitense (Youngstown, n. 1996)
- Ross Pierschbacher, giocatore di football americano statunitense (Cedar Falls, n. 1995)
- Ross Verba, ex giocatore di football americano statunitense (Des Moines, n. 1973)

## Hockeisti su ghiaccio(1)
- Ross Taylor, hockeista su ghiaccio canadese (Toronto, n. 1902 - Toronto, † 1984)

## Hockeisti su prato(1)
- Ross Gillespie, hockeista su prato e allenatore di hockey su prato neozelandese (Timaru, n. 1935 - Christchurch, † 2023)

## Ingegneri(1)
- Ross Brawn, ingegnere e dirigente sportivo britannico (Manchester, n. 1954)

## Musicisti(1)
- Hudson Mohawke, musicista scozzese (Glasgow, n. 1986)

## Nuotatori(4)
- Ross Davenport, ex nuotatore britannico (Derby, n. 1984)
- Ross Edgley, nuotatore e avventuriero britannico (Grantham, n. 1985)
- Ross Murdoch, nuotatore britannico (Balloch, n. 1994)
- Ross Wales, ex nuotatore statunitense (Youngston, n. 1947)

## Pistard(1)
- Ross Edgar, ex pistard britannico (Newmarket, n. 1983)

## Politici(1)
- Ross Barnett, politico statunitense (Standing Pine, n. 1898 - Jackson, † 1987)

## Produttori cinematografici(2)
- Ross Hunter, produttore cinematografico e attore statunitense (Cleveland, n. 1920 - Los Angeles, † 1996)
- Ross Katz, produttore cinematografico, regista e sceneggiatore statunitense (Filadelfia, n. 1971)

## Produttori discografici(1)
- Ross Robinson, produttore discografico statunitense (Barstow, n. 1967)

## Rugbisti a 15(6)
- Ross Byrne, rugbista a 15 irlandese (Dublino, n. 1995)
- Ross Ford, ex rugbista a 15 britannico (Edimburgo, n. 1984)
- Ross Moriarty, rugbista a 15 britannico (St Helens, n. 1994)
- Ross Nesdale, ex rugbista a 15 e allenatore di rugby a 15 neozelandese (Feilding, n. 1969)
- Ross Reynolds, ex rugbista a 15, allenatore di rugby a 15 e imprenditore australiano (Orange, n. 1958)
- Ross Vintcent, rugbista a 15 italiano (Johannesburg, n. 2002)

## Sciatori alpini(1)
- Ross Blyth, ex sciatore alpino britannico (n. 1961)

## Scrittori(4)
- Ross Lockridge Jr., scrittore e insegnante statunitense (Bloomington, n. 1914 - Bloomington, † 1948)
- Ross Raisin, scrittore britannico (Silsden, n. 1979)
- Ross Rocklynne, scrittore statunitense (n. 1913 - † 1988)
- Ross Thomas, scrittore statunitense (Oklahoma City, n. 1926 - Santa Monica, † 1995)

## Snowboarder(1)
- Ross Rebagliati, snowboarder canadese (Vancouver, n. 1971)

## Storici(1)
- Ross Hassig, storico e antropologo statunitense (n. 1945)

## Storici delle religioni(1)
- Ross Nichols, storico delle religioni e poeta britannico (n. 1902 - † 1975)

## Tennisti(1)
- Ross Case, ex tennista australiano (Toowoomba, n. 1951)

## Tuffatori(1)
- Ross Haslam, tuffatore britannico (Sheffield, n. 1997)

## Senza attività specificata(1)
- Ross Powers, ex snowboarder statunitense (Bennington, n. 1979)